# جون هيلمر (صحفي)
جون هيلمر (بالإنجليزية: John Helmer)‏ هو صحفي أمريكي، ولد في 1946.